# Marek Domaracki
 Marek Robert Domaracki (ur. 11 października 1964 w Piotrkowie Trybunalskim, zm. 12 sierpnia 2019 tamże) – polski polityk i przedsiębiorca, poseł na Sejm VII kadencji.

## Życiorys
Syn Lecha i Henryki. Posiadał wyższe wykształcenie pedagogiczne (ze specjalnością w zakresie pracy socjalnej), w 2002 ukończył studia na Akademii Świętokrzyskiej. Był również absolwentem podyplomowych studiów z zakresu prawa podatkowego na Uniwersytecie Łódzkim. Pracował jako urzędnik w Narodowym Banku Polskim i w urzędzie skarbowym w Piotrkowie Trybunalskim. Pełnił funkcję ławnika w wydziale karnym Sądu Rejonowego w Piotrkowie Trybunalskim. Zajął się prowadzeniem samodzielnej działalności gospodarczej. Był członkiem zarządu Fundacji „Przyjazna Szkoła”.
W czerwcu 2011 przystąpił do Ruchu Palikota. Kandydował w wyborach do Sejmu RP w 2011 z pierwszego miejsca na liście tej partii w okręgu wyborczym nr 10 w Piotrkowie Trybunalskim i uzyskał mandat posła do Sejmu VII kadencji. Oddano na niego 9986 głosów (3,82% głosów oddanych w okręgu). W październiku 2013, w wyniku przekształcenia Ruchu Palikota, został działaczem partii Twój Ruch. We wrześniu 2014 opuścił TR, przechodząc do klubu poselskiego Sojuszu Lewicy Demokratycznej. W wyborach w 2015 nie uzyskał poselskiej reelekcji.
Został pochowany w Piotrkowie Trybunalskim.